# Caloris Basin
Caloris Basin ili Caloris Planitia je udarni krater na Merkuru koji ima približno 1.350 km u promjeru. 
Caloris Basin je ujedno i najtoplije mjesto na Merkuru jer se na njemu nalazi subsolarna točka u vrijeme kada je Merkur najbliži Suncu (tj. kad je u perihelu). Udar koji je stvorio Caloris ostavio je trag i na suprotnoj strani planeta: na mjestu gdje su se spojili udarni valovi nalazi se brdovit i vrlo nabran teren. Planine koje okružuju ovaj krater izdižu se na približno ~2 km visine.